# Triển lãm hàng không Paris

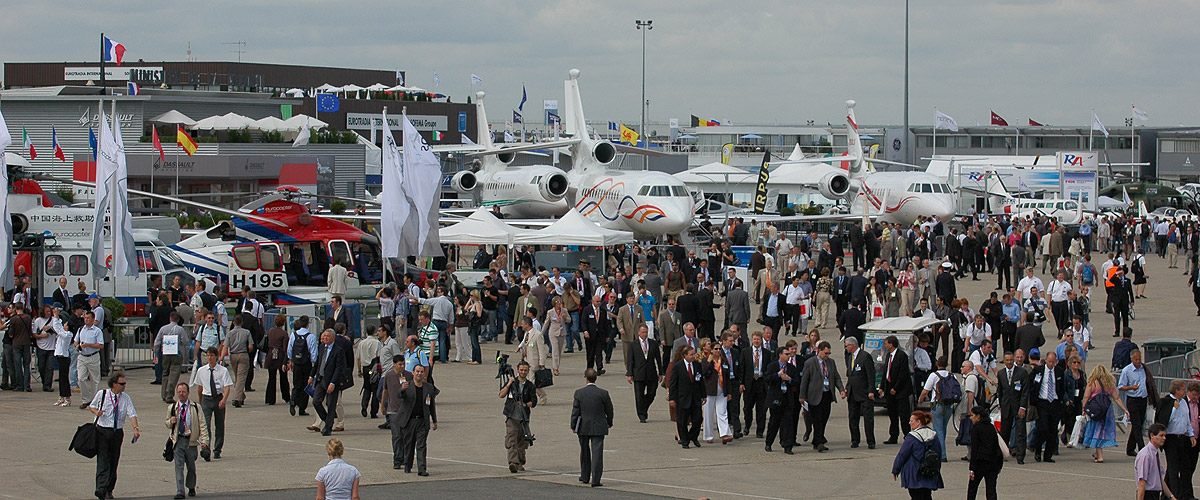
Ngày khai mạc Paris Air Show 2007

Salon International de l'Aéronautique et de l'Espace, Paris-Le Bourget (tên đầy đủ Tiếng Anh: Paris Air Show) là một triển lãm thương mại quốc tế về công nghiệp hàng không. Sự kiện này được tổ chức vào khoảng tháng 6 các năm lẻ tại Sân bay Paris-Le Bourget, gần thủ đô Paris của Pháp.
Paris Air Show là một triển lãm hàng không thương mại, do Tập đoàn Công nghiệp Hàng không và Không gian Pháp (Groupement des Industries Françaises Aéronautiques et Spatiales) tổ chức. Đây là một trong những triển lãm hàng không truyền thống và quan trọng nhất với sụ tham gia tất cả các hãng sản xuất lớn, kể các nhà sản xuất quân sự.
Lần đầu tiên được tổ chức vào năm 1909,  Triển lãm hàng không Paris được tổ chức vào mỗi năm lẻ từ năm 1949 đến năm 2019, khi Triển lãm hàng không lần thứ 53 thu hút 2.453 đơn vị triển lãm từ 49 quốc gia và chiếm hơn 125.000 mét vuông. Ban tổ chức đã hủy triển lãm năm 2021 do đại dịch COVID.  Triển lãm được tiếp tục vào năm 2023.
Đây là một hội chợ thương mại lớn , trưng bày máy bay quân sự và dân sự, và có sự tham gia của nhiều lực lượng quân sự và các nhà sản xuất máy bay lớn , thường công bố các đợt bán máy bay lớn. Hội chợ bắt đầu với bốn ngày cho giới chuyên môn và sau đó mở cửa cho công chúng, tiếp theo là từ thứ sáu đến chủ nhật. Định dạng tương tự như Farnborough và Triển lãm hàng không ILA Berlin, cả hai đều được tổ chức vào các năm chẵn.

## Lịch Sử
Triển lãm hàng không Paris có lịch sử bắt đầu từ năm 1908, khi một phần của Triển lãm ô tô Paris được dành riêng cho máy bay.  Năm sau, một triển lãm hàng không chuyên dụng đã được tổ chức tại Grand Palais  từ ngày 25 tháng 9 đến ngày 17 tháng 10, trong đó có 100.000 du khách đến xem các sản phẩm và sáng kiến từ 380 đơn vị triển lãm.  Có thêm bốn triển lãm nữa trước Chiến tranh thế giới thứ nhất .  Triển lãm khởi động lại vào năm 1919, và từ năm 1924, triển lãm được tổ chức hai năm một lần trước khi lại bị gián đoạn bởi Chiến tranh thế giới thứ hai . Triển lãm khởi động lại vào năm 1946 và kể từ năm 1949, được tổ chức vào mỗi năm lẻ. [ cần trích dẫn ]
Triển lãm hàng không tiếp tục được tổ chức tại Grand Palais, và từ năm 1949, các cuộc trình diễn bay được tổ chức tại Sân bay Paris Orly .  Năm 1953, triển lãm được chuyển từ Grand Palais đến Le Bourget.  Triển lãm đã thu hút sự chú ý của quốc tế vào những năm 1960.  Kể từ những năm 1970, triển lãm đã nổi lên như là tài liệu tham khảo quốc tế chính của ngành hàng không.

### 1967
Triển lãm hàng không năm 1967 được khai mạc bởi Tổng thống Pháp Charles de Gaulle , người đã tham quan các cuộc triển lãm và bắt tay với hai phi hành gia Liên Xô và hai phi hành gia người Mỹ .  Nổi bật nhất là tên lửa Vostok ba tầng được Liên Xô trưng bày , chẳng hạn như tên lửa đã đưa Yuri Gagarin vào không gian vào ngày 12 tháng 4 năm 1961. Vostok "cực kỳ mạnh mẽ" đã bị các chuyên gia tên lửa Mỹ hạ thấp là "khá cũ và không tinh vi".  Triển lãm của Mỹ, lớn nhất tại hội chợ, có máy bay ném bom chiến đấu cánh cụp F-111 ,  bản sao của Spirit of St. Louis của Charles Lindbergh .  và Ling-Temco-Vought XC-142A , một máy bay chở hàng có khả năng cất cánh và hạ cánh thẳng đứng.  Một mô hình kích thước đầy đủ của máy bay siêu thanh Concorde đã được Pháp và Anh trưng bày,  đánh dấu chuyến bay đầu tiên thành công của nó vào ngày 2 tháng 3 năm 1969.

### 1969
"Chiếc máy bay lớn nhất thế giới", máy bay phản lực chở khách Boeing 747 , đã đến vào ngày 3 tháng 6, sau khi bay không dừng từ Seattle , Washington,  và mô-đun chỉ huy Apollo 8 , bị cháy đen do tái nhập, đã có mặt ở đó cùng với các phi hành gia Apollo 9 , nhưng hiện vật được xem nhiều nhất là máy bay siêu thanh Concorde , thực hiện chuyến bay đầu tiên qua Paris khi triển lãm khai mạc.

### 1971
Máy bay chở khách siêu thanh TU-144 của Liên Xô đã bay đến Le Bourget cho buổi trình diễn năm 1971,  so sánh với Concorde của Pháp .  Máy bay lớn nhất thế giới hạ cánh cùng Concorde là Lockheed C-5A Galaxy của Mỹ .

### 1973
Vụ tai nạn của máy bay Tu-144 của Liên Xô , xem bên dưới, đã làm lu mờ chương trình năm 1973, nếu không thì được mô tả là "Không có gì mới".

### 1975
Một trăm tám mươi hai máy bay đã được lên lịch xuất hiện.  Mặc dù có những hạn chế sau vụ tai nạn TU-144 năm 1973 , một ngày bay đã làm hài lòng người xem. Đặc biệt, YF-16 của Mỹ và Mirage F-1E của Pháp đã lần lượt cạnh tranh trước một khán giả quan trọng.  Vài ngày sau, Bỉ trở thành quốc gia châu Âu thứ tư chọn YF-16 thay vì F-1E.

### 1977
[ biên tập ]
Lễ kỷ niệm chuyến bay xuyên Đại Tây Dương của Charles Lindbergh đến Le Bourget cách đây năm mươi năm đã gợi nhớ lại sự kiện lịch sử đó.  Anne Morrow Lindbergh , góa phụ của Lindbergh, đã tham dự buổi lễ cùng với những phi công xuyên Đại Tây Dương đầu tiên, Maurice Bellonte và Armand Lotti.  Việc mở rộng giới hạn bờ biển gần đây lên 200 hải lý đã sản sinh ra máy bay trinh sát hàng hải (MR) mới .  Vụ rơi máy bay diệt tăng Fairchild A-10  đã dẫn đến việc thắt chặt các quy định về trình diễn hàng không.

### 1979
[ biên tập ]
Hai máy bay chở khách, Airbus A310 và Boeing 767 , đang cạnh tranh cho thị trường quốc tế, nhưng không máy bay nào có thể chở khách trước năm 1982.  Trực thăng vận tải Westland WG30 cho thấy triển vọng.  " Mirage 4000 vẫn là một dấu hỏi"  mặc dù "chắc chắn là điểm nhấn chính trong năm nay tại Le Bourget."

### 1981
[ biên tập ]
Triển lãm tại triển lãm, Airbus , Boeing và McDonnell Douglas / Fokker cạnh tranh cho thị trường hàng không 150 chỗ ngồi, trong khi Rolls-Royce / Nhật Bản , General Electric / Snecma (CFM) và Pratt & Whitney cạnh tranh cho động cơ của họ.  Mô hình Northrop F-5G Tigershark được trưng bày và dự kiến sẽ bay vào năm 1982 với giao hàng vào năm sau. Một điều mới lạ là Air Transat, một cuộc đua máy bay hạng nhẹ xuyên Đại Tây Dương từ Le Bourget đến Sân bay tưởng niệm Sikorsky ở Bridgeport , Connecticut và quay trở lại,  đã giành chiến thắng bởi một chiếc Piper Navaho hai động cơ  và một chiếc Beechcraft Bonanza .

### 1983
[ biên tập ]
Tàu con thoi vũ trụ Enterprise của Mỹ đã bay quanh Paris và cao hơn các cuộc triển lãm khác,  nhưng "hấp dẫn hơn nhiều"  là bản sao của hai máy bay chiến đấu hai động cơ, British Aerospace ACA  và Dassault Breguet ACX của Pháp .  Việc bán máy bay chở khách Boeing 757 và Airbus A310 cho Singapore Airlines là tin đáng mừng trong thời kỳ suy thoái đang diễn ra.

### 1985
[ biên tập ]
Máy bay vận tải quân sự hạng nặng Antonov An-124 Ruslan của Liên Xô là triển lãm lớn nhất năm 1985.  Động cơ Propfan đã gây được sự chú ý.  Phản ánh sự phục hồi của nền kinh tế, Boeing và Airbus đã công bố các hợp đồng mới với tổng giá trị lên tới 1.700 triệu đô la.  Kính viễn vọng không gian Hubble  dự kiến sẽ được triển khai vào năm 1986.

### 1987
[ biên tập ]
Mới được giới thiệu, trong mưa, là máy bay trực thăng Mil Mi-34 của Liên Xô ,  Super Phantom của Israel,  và Harrier GR.5.  Airbus đã công bố đơn đặt hàng chắc chắn cho cả máy bay chở khách A330 và A340 .  Lần đầu tiên trưng bày tại triển lãm, Trung Quốc đã trưng bày, trong số những máy bay khác, A-5C Attacker (Fantan) và FT-7.  Richard Rutan và Jeana Yeager , những người đã lái một chiếc Voyager không ngừng vòng quanh thế giới mà không cần tiếp nhiên liệu, đã có mặt, nhưng máy bay của họ thì không.

### 1989
"Triển lãm Hàng không và Vũ trụ Quốc tế Paris lần thứ 38" hay "Triển lãm Hàng không Paris 1989" có sự góp mặt của nhiều công nghệ hàng không vũ trụ từ các quốc gia NATO và Hiệp ước Warsaw .  Một chiếc Mikoyan MiG-29 đã bị rơi trong một chuyến bay trình diễn nhưng không có thương vong. Tàu con thoi Buran của Liên Xô khi đó và tàu sân bay Antonov An-225 Mriya đã được trưng bày tại triển lãm này.  Một chiếc Sukhoi Su-27 đã ra mắt thế giới phương Tây, cũng như lần đầu tiên công khai thực hiện động tác "Cobra".

### 1991
[ biên tập ]
Mặc dù Bộ Quốc phòng trưng bày Máy bay chiến đấu tàng hình F-117A và các vũ khí khác của Chiến tranh vùng Vịnh ,  hầu hết các nhà thầu Mỹ đều ở nhà, vì vậy máy bay Liên Xô đã thu hút sự chú ý,  trong số đó có máy bay lưỡng cư Beriev Be-42 Mermaid (A-40 Albatros) ,  máy bay đánh chặn MiG-31 Foxhound ,  và máy bay chiến đấu siêu thanh cất cánh/hạ cánh thẳng đứng (ASTOVL) Yak-141 .  Khi nhận được đơn đặt hàng đầu tiên của khách hàng, Dassault có kế hoạch bắt đầu sản xuất Mirage 2000-5 , đây là "một cỗ máy mới so với Mirage 2000 cơ bản ."

### 1993
[ biên tập ]
Triển lãm thu hút 1.611 nhà triển lãm từ 39 quốc gia và gần 300.000 du khách tham dự triển lãm.  Dassault đã giới thiệu lần đầu tiên Falcon 2000 ,  và Airbus sẽ sản xuất máy bay A319 130 chỗ ngồi .

### 1995
[ biên tập ]
Điểm thu hút chính của Triển lãm hàng không Paris lần thứ 41 là máy bay ném bom tàng hình B-2 Spirit , cùng với máy bay ném bom Tupolev Tu-160 và Sukhoi Su-34 .  Màn trình diễn bay bao gồm máy bay cánh quạt nghiêng Bell-Boeing V-22 , Airbus Beluga Super Transporter, Eurofighter 2000 , máy bay trình diễn chiến đấu cơ có khả năng cơ động cao Rockwell-MBB X-31 , máy bay vận tải quân sự McDonnell Douglas C-17 , trực thăng dân dụng Eurocopter EC135 , máy bay chiến đấu Sukhoi Su-35 và Daimler-Benz Aerospace Dornier 328 -100, và lần đầu tiên trên tĩnh là Boeing 777 , Saab Gripen , Atlas Cheetah Mirage và Cessna Citation X.

### 1997
[ biên tập ]
America Eagle tuyên bố mua bốn mươi hai máy bay phản lực khu vực EMB-145 từ Embraer và hai mươi lăm máy bay chở khách Bombardier CRJ700 từ Bombardier .  Khán giả đã chứng kiến hai chiếc Eurofighter Typhoon EF2000 bay cùng nhau.  Một mô hình kích thước thật của máy bay cánh quạt nghiêng dân dụng Bell Boeing 609 đã thu hút sự chú ý.  IAR Brasov giới thiệu một nguyên mẫu trực thăng Hệ thống tìm kiếm và chiến đấu quang điện tử chống tăng (SOCAT), một bản nâng cấp của IAR-330 Puma .

### 1999
[ biên tập ]
Triển lãm năm 1999 tiếp tục xu hướng không trưng bày máy bay mới mà hướng tới thông báo về các hợp đồng mới.  Mặc dù các sản phẩm mới như Fairchild 30 chỗ ngồi 328JET  và Boeing 100 chỗ ngồi 717-200  thu hút sự quan tâm, các hãng hàng không đã đặt hàng tới 103 máy bay Embraer ERJ-135 và 145 ngoài đơn đặt hàng trị giá 4,9 tỷ đô la cho ERJ-170 và ERJ-190 -200.  Vào tháng 2, máy bay Il-103 của Nga đã nhận được sự chấp thuận của Cục Hàng không Liên bang Hoa Kỳ (FAA), một bước đột phá trong việc chứng nhận máy bay của Nga cho thị trường Hoa Kỳ.  Chứng nhận tiếp theo cho máy bay phản lực thân rộng Ilyushin Il-96T đã được trưng bày tại triển lãm.

### 2001
[ biên tập ]
Boeing đã giới thiệu các mô hình thu nhỏ của Sonic Cruiser có thể đạt tốc độ gần Mach 0,98,  cùng với một ảnh ba chiều có thể đi qua.  Airbus A380 , có 555 chỗ ngồi, chú trọng vào kích thước hơn là tốc độ và đã có mặt trên đường băng.  Đám đông đã tham quan chiếc Antonov An-225 Dream đã được phục chế , chiếc máy bay lớn nhất thế giới.  Dassault đã giới thiệu một mô hình máy bay phản lực thương mại Falcon FNX mới dự kiến có thể bay 10.500 km ở tốc độ Mach 0,88.  Máy bay chiến đấu tấn công chung (JSF) , hiện đang trong quá trình thử nghiệm STOVL , có khả năng thay thế cho các máy bay F-15E Strike Eagle và F-117 Nighthawk cũ của Mỹ .

### 2003
[ biên tập ]
Máy bay Concorde F-BTSD đã hạ cánh tạm biệt tại Le Bourget vào ngày 14 tháng 6, ngày khai mạc,  và Mirage 2000 và Rafale của Dassault đã trình diễn trên không.  Máy bay không người lái, chẳng hạn như Northrop Grumman RQ-4 Global Hawk  và General Atomics Predator đã thu hút sự chú ý.  Boeing đã công bố 7E7 Dreamliner .

### 2005
[ biên tập ]
FlightGlobal đã trích dẫn Airbus A380  và "mười chín lần xuất hiện đầu tiên đáng chú ý", bao gồm máy bay phản lực thương mại Falcon 7X  của Dassault và G550  của Gulfstream , máy bay phản lực khu vực EMB-195 của Embraer ,  và nguyên mẫu thứ hai của máy bay huấn luyện phản lực tiên tiến M-346  của Alenia Aermacchi .  CompositesWorld đã thêm Boeing 777-200LR  và Dassault UCAV Neuron .

### 2007
Máy bay Boeing 787 Dreamliner  bán chạy, cũng như Airbus A380  và A350 XWB .  Một mô hình của Máy bay chiến đấu tấn công chung Lockheed Martin  đã được trưng bày. UAV IAI Heron TP  đã sẵn sàng đưa vào sản xuất. Nền tảng bay AN-1 AeroQuad điều khiển bằng cách nghiêng của Tây Ban Nha từ Aeris Naviter chỉ nặng 100 kg.

### 2009
[ biên tập ]
Triển lãm hàng không quốc tế Paris lần thứ 48 diễn ra vào năm 2009 và đánh dấu một trăm năm đổi mới công nghệ trong ngành hàng không và chinh phục không gian. Sự kiện được tổ chức từ ngày 15 đến ngày 21 tháng 6, tại Le Bourget. Một buổi lễ tưởng niệm đã được tổ chức cho các nạn nhân của Chuyến bay 447 của Air France .

### 2011
Triển lãm năm 2011 là lần trình bày thứ 49 và đã đón tiếp hơn 2.100 nhà triển lãm quốc tế tại 28 gian hàng quốc tế. Tổng cộng có 150 máy bay được trưng bày, bao gồm máy bay chạy bằng điện mặt trời Solar Impulse .
Một chiếc A380 trình diễn đã bị hư hỏng một ngày trước khi triển lãm khai mạc và cần phải thay thế;  trong khi máy bay vận tải quân sự Airbus A400M Atlas mới bị hỏng động cơ nhưng vẫn có thể thực hiện một số chuyến bay trình diễn.

### 2013
Máy bay chiến đấu của Mỹ không được trưng bày lần đầu tiên sau hơn hai thập kỷ do cắt giảm ngân sách.

### 2015
Triển lãm năm 2015, được tổ chức từ ngày 15 tháng 6 đến ngày 21 tháng 6 năm 2015, đã chứng kiến sự ra mắt của Dassault Falcon 8X , Airbus A350 XWB và Bombardier CS300 mới và đón 351.584 lượt khách tham quan, 2.303 đơn vị triển lãm trên diện tích triển lãm 122.500 mét vuông , 4.359 nhà báo từ 72 quốc gia và 130 tỷ euro tiền mua hàng và "củng cố vị thế là sự kiện lớn nhất thế giới dành riêng cho ngành hàng không vũ trụ".  Trong triển lãm, Airbus Helicopters đã công bố phiên bản kế nhiệm của Super Puma , có tên là Airbus Helicopters X6 .

### 2017
Triển lãm hàng không lần thứ 52 được tổ chức từ ngày 19 đến ngày 25 tháng 6 năm 2017, với 2.381 đơn vị triển lãm từ 48 quốc gia, trưng bày 140 máy bay bao gồm lần đầu tiên Airbus A321neo , Airbus A350-1000 , Boeing 787-10 , Boeing 737 MAX 9 , Kawasaki P-1 , Mitsubishi MRJ90 và Lockheed Martin F-35 . Được khai mạc bởi Tổng thống Pháp Emmanuel Macron , triển lãm đã đón 290 đoàn đại biểu chính thức từ 98 quốc gia và 7 tổ chức quốc tế, Thủ tướng Pháp Édouard Philippe , 3.450 nhà báo, 142.000 khách tham quan thương mại và 180.000 khách tham quan công chúng. Các thông báo về đơn đặt hàng máy bay thương mại và cam kết mua hàng có giá trị danh mục là 115 tỷ đô la Mỹ.
Có 1.226 đơn đặt hàng và cam kết: 352 đơn đặt hàng chắc chắn, 699 thư bày tỏ ý định hoặc biên bản ghi nhớ, 40 tùy chọn và 135 tùy chọn thư bày tỏ ý định; cộng với 229 đơn chuyển đổi đơn đặt hàng hiện có, chủ yếu là cho biến thể Boeing 737-10 MAX được ra mắt tại triển lãm. Chủ yếu là máy bay thân hẹp với 1.021 đơn đặt hàng hoặc cam kết so với 76 máy bay thân rộng , 48 máy bay phản lực khu vực và 81 máy bay chở khách cánh quạt tua-bin . Với 766, chủ yếu là các thỏa thuận sơ bộ, Boeing dẫn đầu Airbus với 331, trong khi Bombardier Aerospace có 64, Embraer 48 và ATR Aircraft 17. Gần một nửa trong số các đơn đặt hàng và cam kết đó đến từ các bên cho thuê máy bay với 513 và trong trường hợp biết đến nhà điều hành, 43% đến từ Châu Á - Thái Bình Dương, 27% từ Trung Đông, 10% từ Châu Âu cũng như từ Nam Mỹ, 7% từ Châu Phi và 3% từ Bắc Mỹ.

### 2019
Triển lãm hàng không lần thứ 53 được tổ chức từ ngày 17 đến ngày 23 tháng 6 năm 2019 với 2.453 đơn vị triển lãm đến từ 49 quốc gia trên diện tích triển lãm 125.000 m 2 (1.350.000 ft vuông) dành cho 140 máy bay, bao gồm cả Airbus A330neo và Boeing KC-46 mới được chứng nhận , Bombardier Global 7500 , Embraer Praetor 600 và sắp được chứng nhận là Cessna Citation Latitude ; triển lãm đã thu hút 316.470 lượt khách tham quan duy nhất (với hơn 500.000 lượt tham quan): 139.840 chuyên gia từ 185 quốc gia và 176.630 công chúng cùng 2.700 nhà báo từ 87 quốc gia và thông báo về các đơn đặt hàng trị giá 140 tỷ đô la.  Triển lãm hàng không kết thúc với 866 cam kết máy bay với tổng giá trị 60,9 tỷ đô la (130 đơn đặt hàng chắc chắn, 562 LoI/MoU, 119 quyền chọn và 55 quyền chọn trong LoI): 388 cho Airbus bao gồm 243 máy bay A321XLR mới ra mắt và 85 máy bay A220 , 232 cho Boeing bao gồm 200 máy bay 737 MAX cho IAG, 145 cho ATR và 78 cho Embraer ; 558 máy bay thân hẹp, 62 máy bay thân rộng, 93 máy bay phản lực khu vực và 153 máy bay cánh quạt tua bin.

### 2021
Do tác động của đại dịch COVID-19 , Triển lãm hàng không Paris tháng 6 năm 2021 đã bị hủy bỏ.

### 2023
Triển lãm hàng không sẽ trở lại lần đầu tiên sau đại dịch COVID-19 vào ngày 19-25 tháng 6 năm 2023. Bốn ngày đầu tiên chỉ dành cho ngành hàng không, sau đó là ba ngày mở cửa cho công chúng.

## Tai Nạn

### 1961
[ biên tập ]
Một chiếc Convair B-58 Hustler đã bị rơi khi đang thực hiện các động tác nhào lộn ở độ cao thấp . Theo báo cáo, máy bay đã bay vào một đám mây, nơi mà tầm nhìn bị mất, và bị rơi, khiến 3 người trên máy bay thiệt mạng.

### 1965
[ biên tập ]
Một chiếc Convair B-58 khác đã bị rơi khi đang tiếp cận mục tiêu cuối cùng trong một lần hạ cánh quá tải. Máy bay đã hạ cánh trước đường băng, khiến Trung tá Không quân Hoa Kỳ Charles D. Tubbs thiệt mạng. Hai thành viên phi hành đoàn khác bị thương.

### 1969
[ biên tập ]
Một chiếc trực thăng Fairchild-Hiller FH-1100 bị rơi khiến phi công tử nạn. Những người chứng kiến vụ tai nạn thấy "có vấn đề gì đó với rotor chính".

### 1973
[ biên tập ]
Bài viết chính: Vụ tai nạn tại Triển lãm hàng không Paris năm 1973
Tại Triển lãm hàng không Paris ngày 3 tháng 6 năm 1973, chiếc máy bay sản xuất Tupolev Tu-144 thứ hai ( số đăng ký SSSR-77102) đã bị rơi trong khi đang trình diễn. Nó bị thất tốc khi đang cố gắng tăng độ cao nhanh. Khi cố gắng thoát khỏi cú bổ nhào tiếp theo, máy bay đã vỡ ra và rơi xuống, phá hủy 15 ngôi nhà và giết chết tất cả sáu người trên máy bay và tám người trên mặt đất; sáu mươi người khác bị thương nghiêm trọng.
Nguyên nhân của vụ tai nạn này vẫn còn gây tranh cãi. Các giả thuyết bao gồm: Tu-144 đã tăng độ cao để tránh một máy bay Mirage của Pháp đang đuổi theo phi công đang cố gắng chụp ảnh nó; nhóm kỹ thuật mặt đất đã thực hiện những thay đổi đối với mạch tự động ổn định để cho phép Tu-144 vượt trội hơn Concorde trong mạch trình diễn; và phi hành đoàn đã cố gắng thực hiện một động tác và làm lu mờ Concorde.

### 1977
[ biên tập ]
Một chiếc A-10 Thunderbolt II bị rơi khiến phi công tử nạn.

### 1989
[ biên tập ]
Một chiếc Mikoyan MiG-29 đã bị rơi trong một chuyến bay trình diễn nhưng không có thương vong.

### 1999
[ biên tập ]
Một chiếc Sukhoi Su-30 đã bị rơi trong chuyến bay trình diễn nhưng không có thương vong nào xảy ra.